# Bimenes
Bimenes là một đô thị của Asturias, Tây Ban Nha. Xung quanh là Siero, Nava, Laviana và San Martín del Rey Aurelio.